# Parc national de Lahemaa

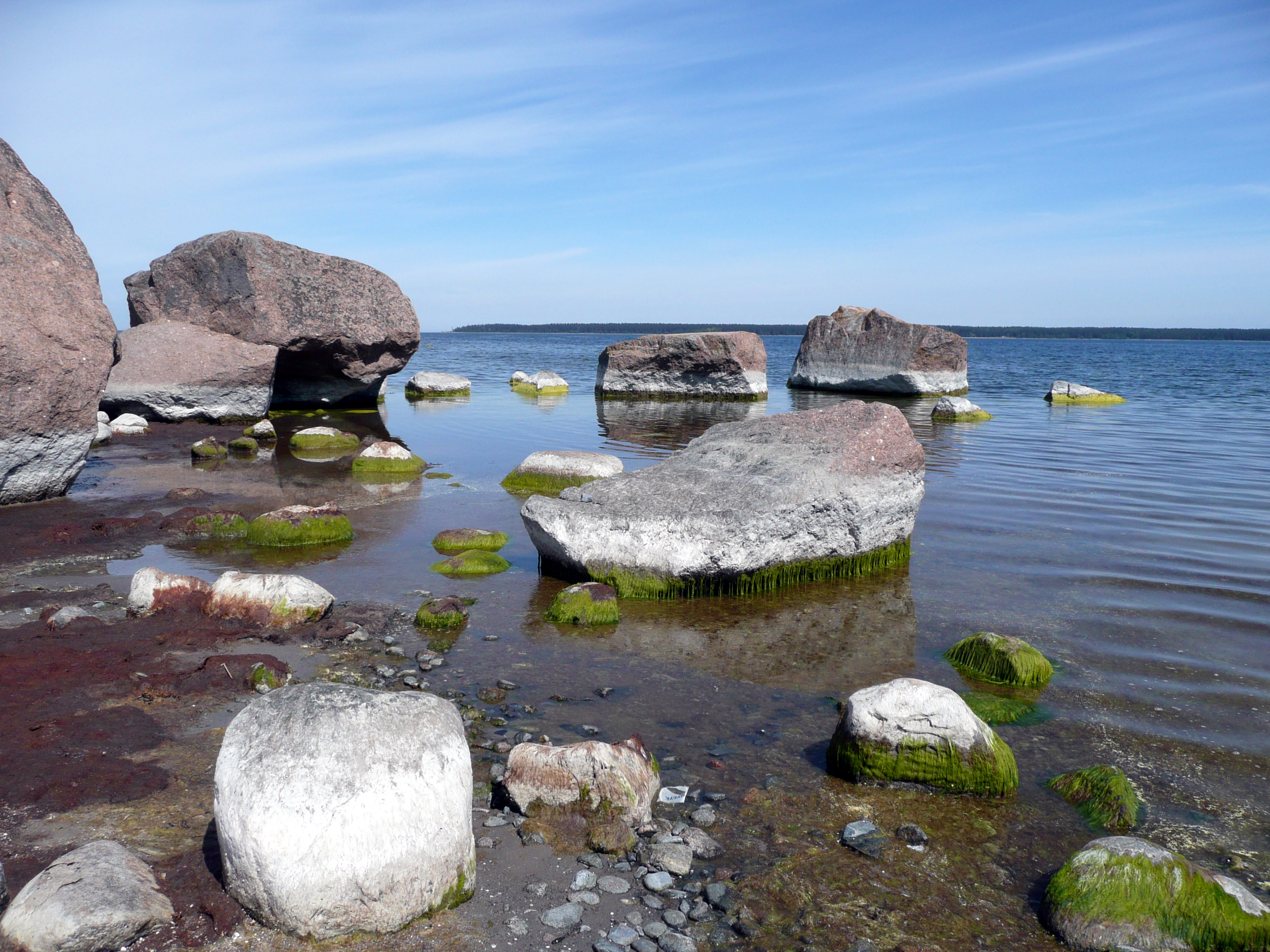
Käsmu, Lahemaa

Le parc national de Lahemaa (estonien : Lahemaa rahvuspark) est situé au nord de l'Estonie, à 70 km à l'est de la capitale Tallinn par la Route nationale 1. Établi depuis 1971, il s'étend sur plus de 72 500 hectares (dont 25 090 hectares maritimes) : c'est le plus ancien et le plus grand des 6 parcs nationaux estoniens. Le golfe de Finlande est au nord du parc et l’autoroute Tallinn-Narva est au sud. 

## Présentation
La charte du parc national appelle à la préservation, la recherche et la promotion des paysages, de la biodiversité et des écosystèmes nord-estoniens. En 2005, il est dirigé par Arne Kaasik.
Le centre de visite et les guides sont dans le village de Viitna.

## Histoire
Le nom Lahemaa provient de la partie la plus étudiée et la plus visitée de la côte nord de l’Estonie, qui comprend quatre péninsules séparées par quatre baies. Le nom Lahemaa signifie le territoire des baies.
Avant 1991, l'Union soviétique exploitait une grande base sous-marine secrète à Hara.
La base a été construite dans les années 1950 au plus fort de la guerre froide. Les ruines de cette ancienne base sous-marine soviétique sont désormais entièrement situées à Lahemaa près du phare de Lahemaa.

## Géographie

### Paysages
Cette partie de la côte estonienne comprend quatre péninsules : (péninsule de Juminda, péninsule de Pärispea, péninsule de Käsmu et péninsule de Vergi) séparées par quatre baies : baie de Kolga, baie de Hara, baie de Eru et baie de Käsmu.
Le parc abrite le lac Kahala.

### Faune et flore
Les forêts couvrent 75 % de son territoire, qui comprend également de nombreux lacs, des rivières et cascades, mais aussi des plages et îles littorales.
Le parc national héberge 24 espèces de poissons, 50 espèces de mammifères, 222 espèces d'oiseaux et plus de 800 espèces de plantes.
La faune comprend le loup, le lynx, la cigogne noire, le balbuzard pêcheur, l'aigle royal, l'aigle, le tétras rouge, le castor la moule perlière d'eau douce et le vison .

## Manoirs
Le parc abrite 4 manoirs : le château de Palmse, le château de Sagadi, le manoir de Vihula et le manoir de Kolga.

## Galerie

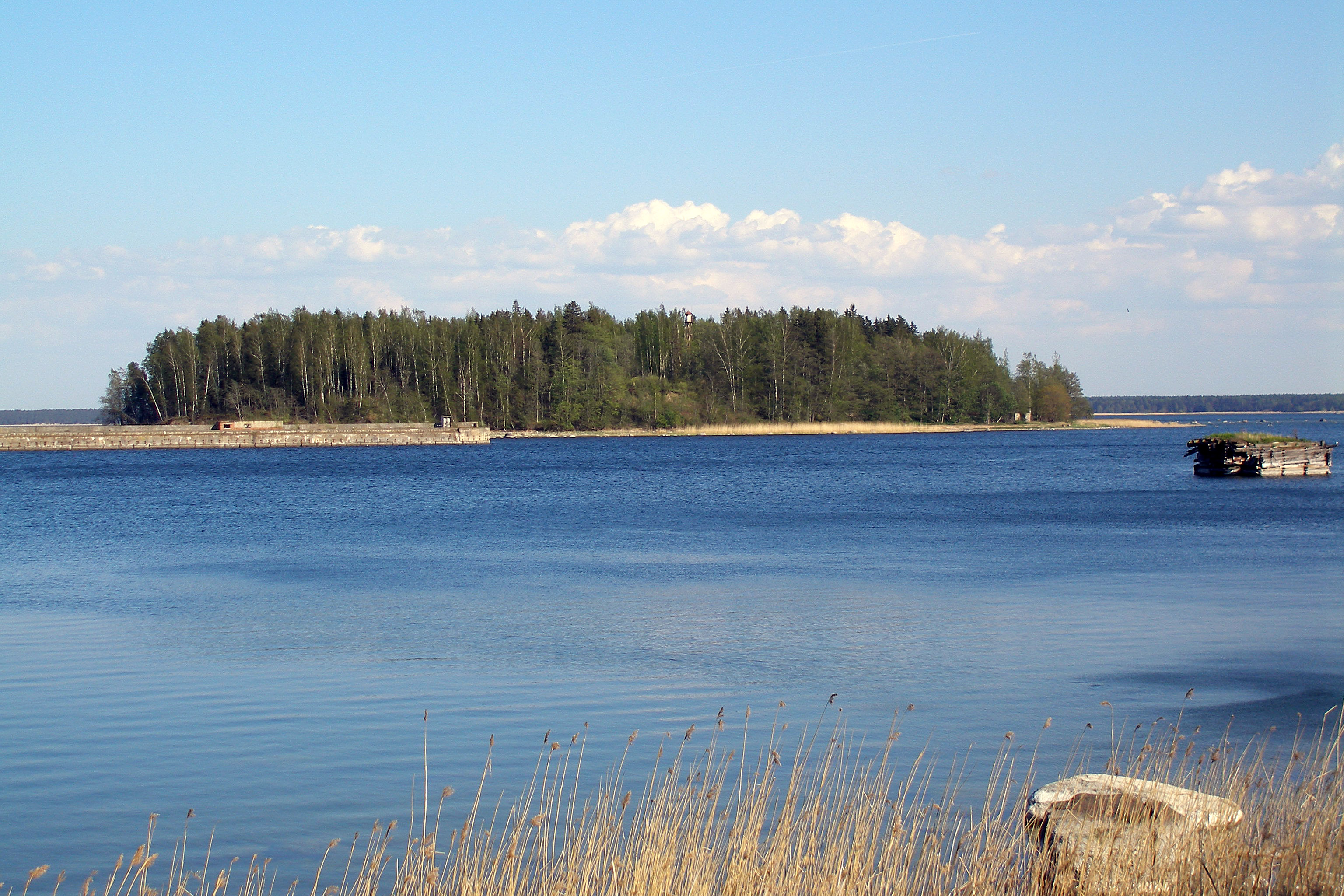
Île de Hara.
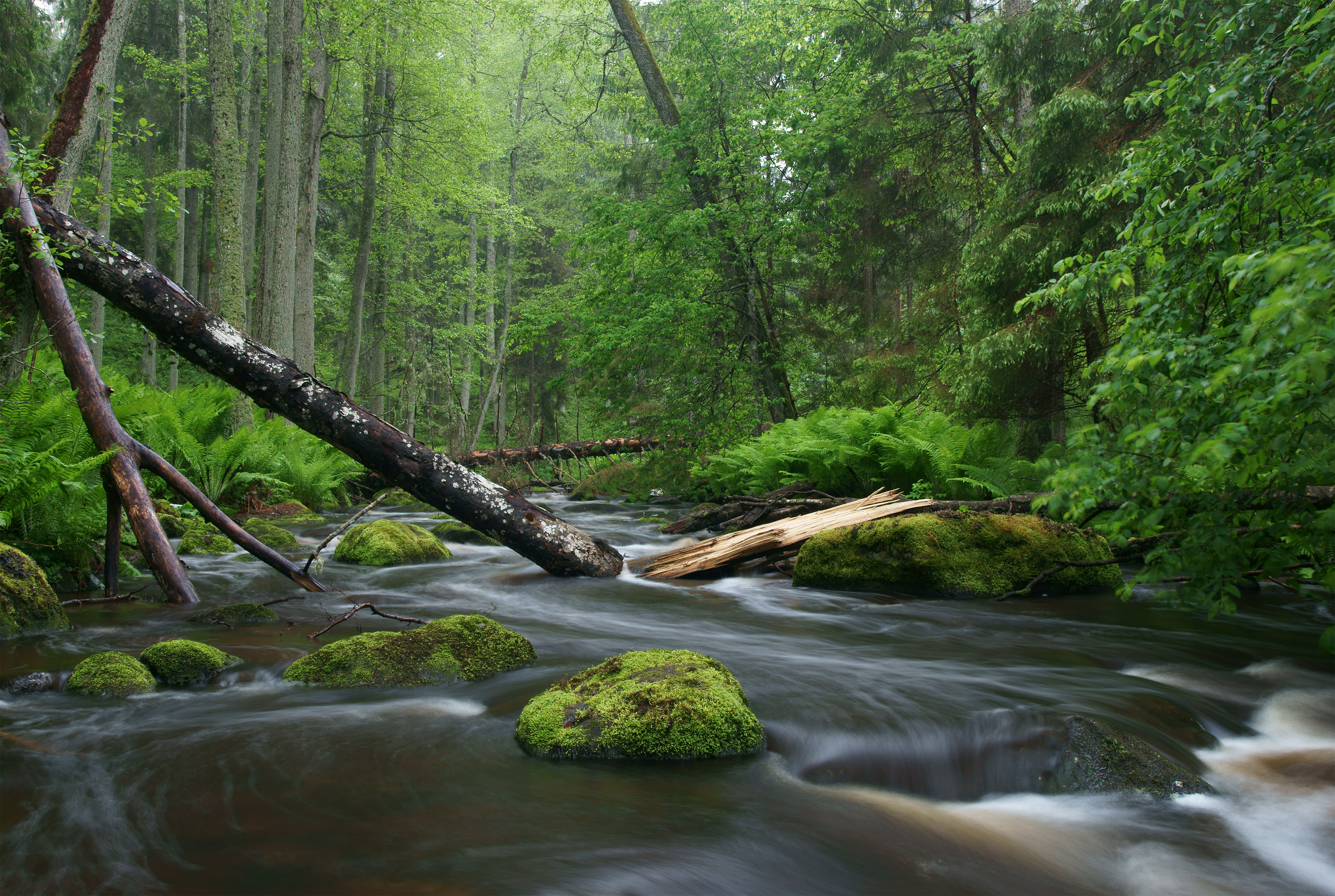
Rivière Altja jõgi.
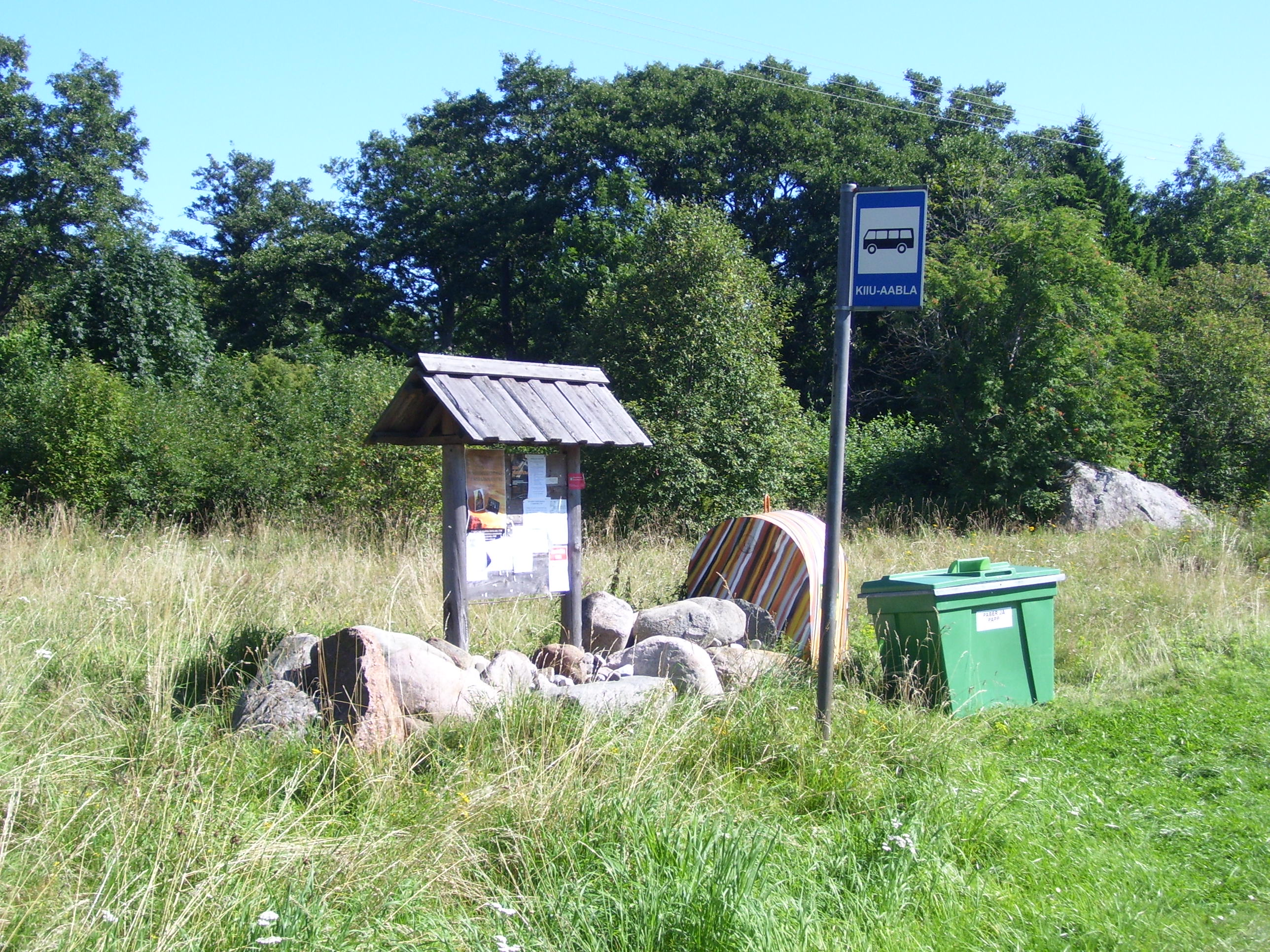
Arrêt de bus de Kiiu-Aabla.
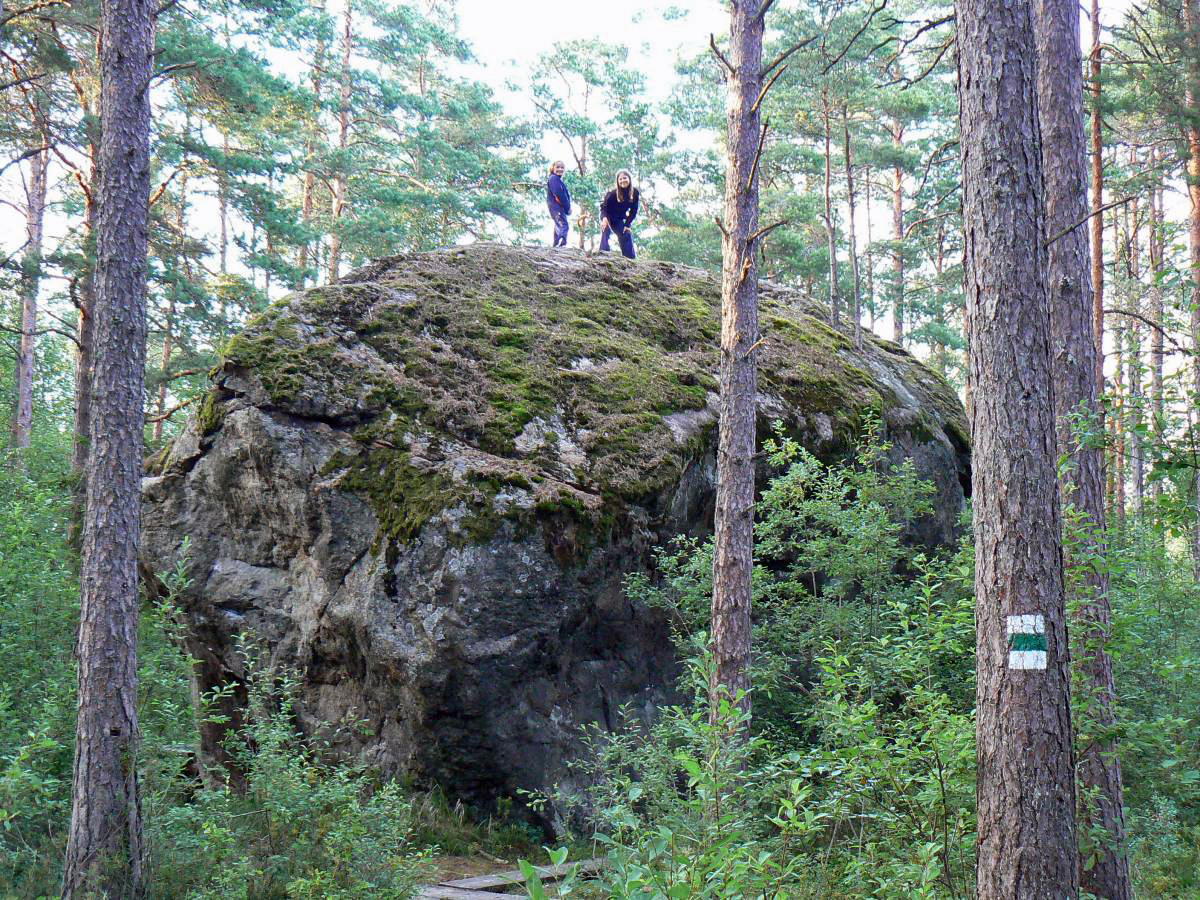
Le rocher Majakivi.
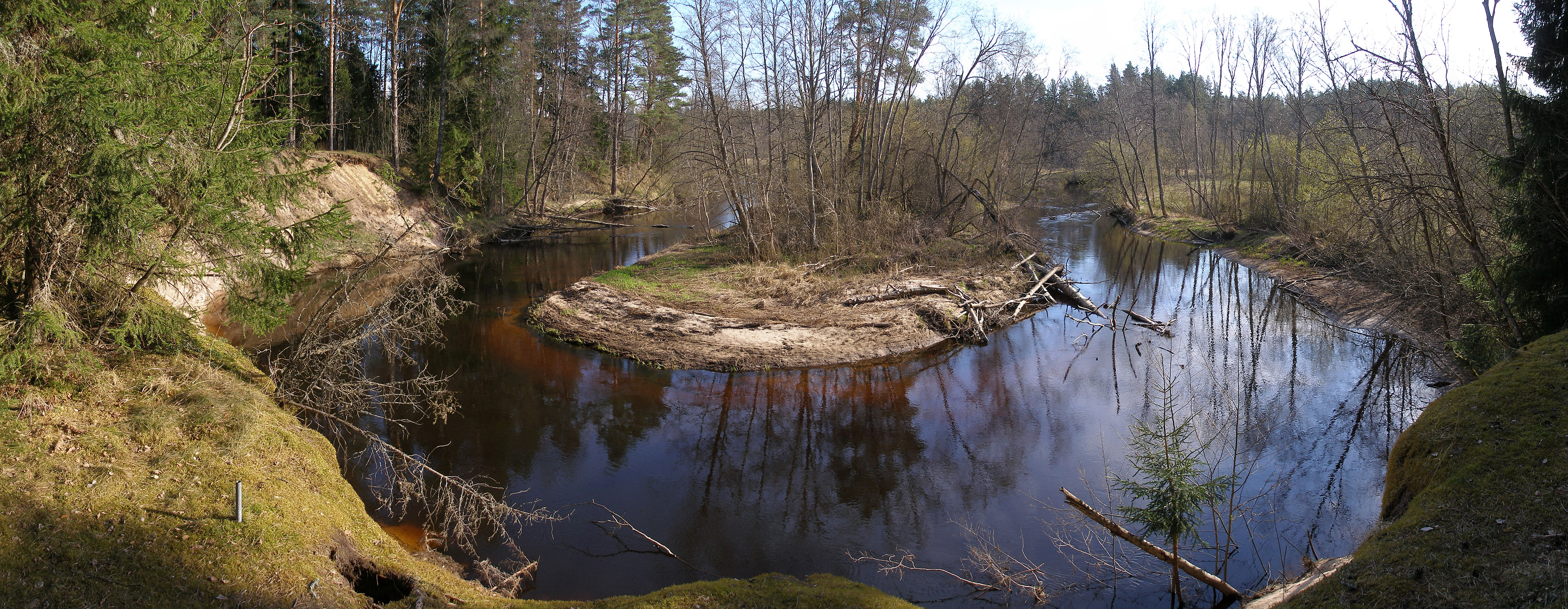
Rivière Valgejõgi.
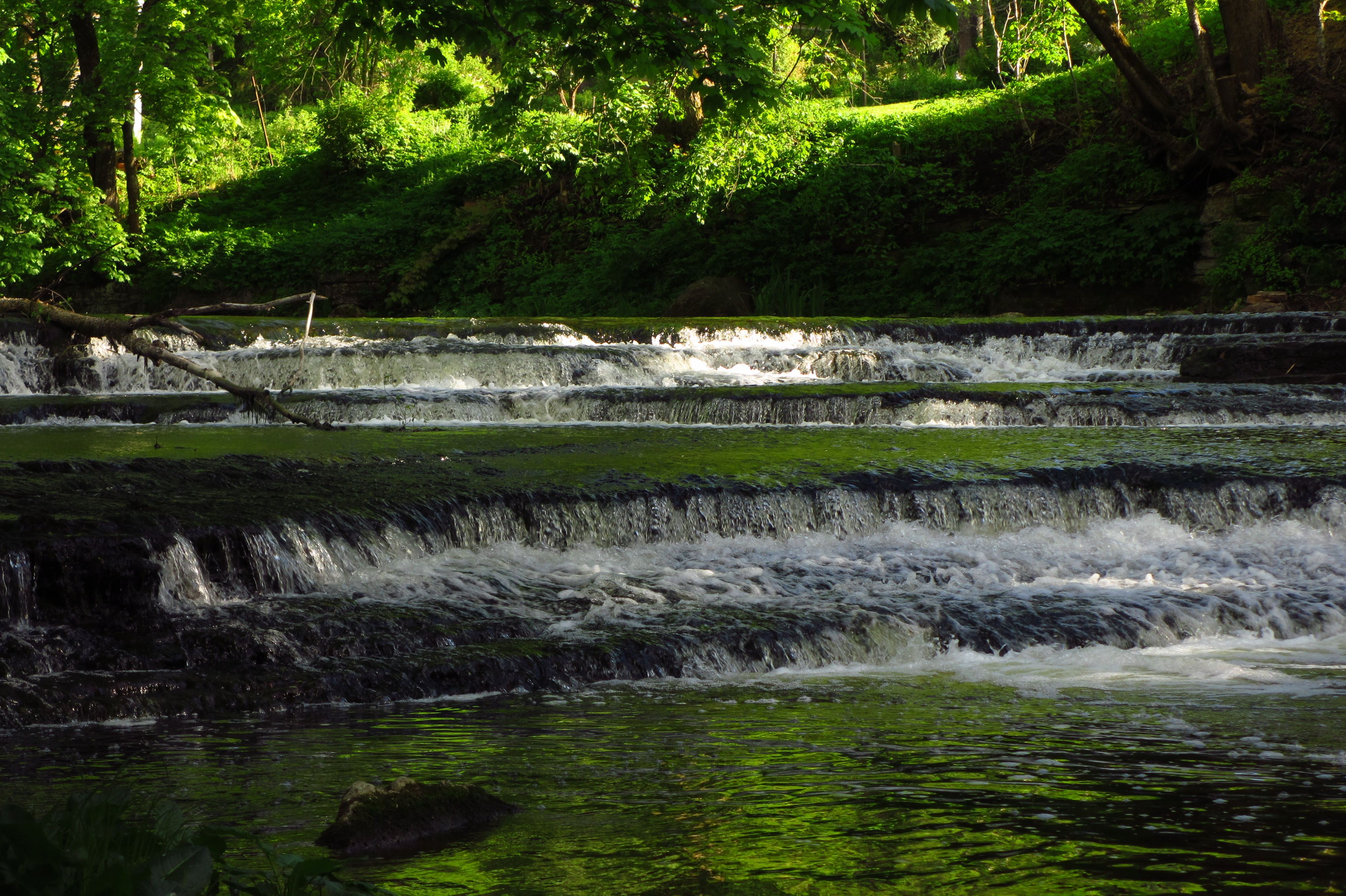
Rivière Joaveski.
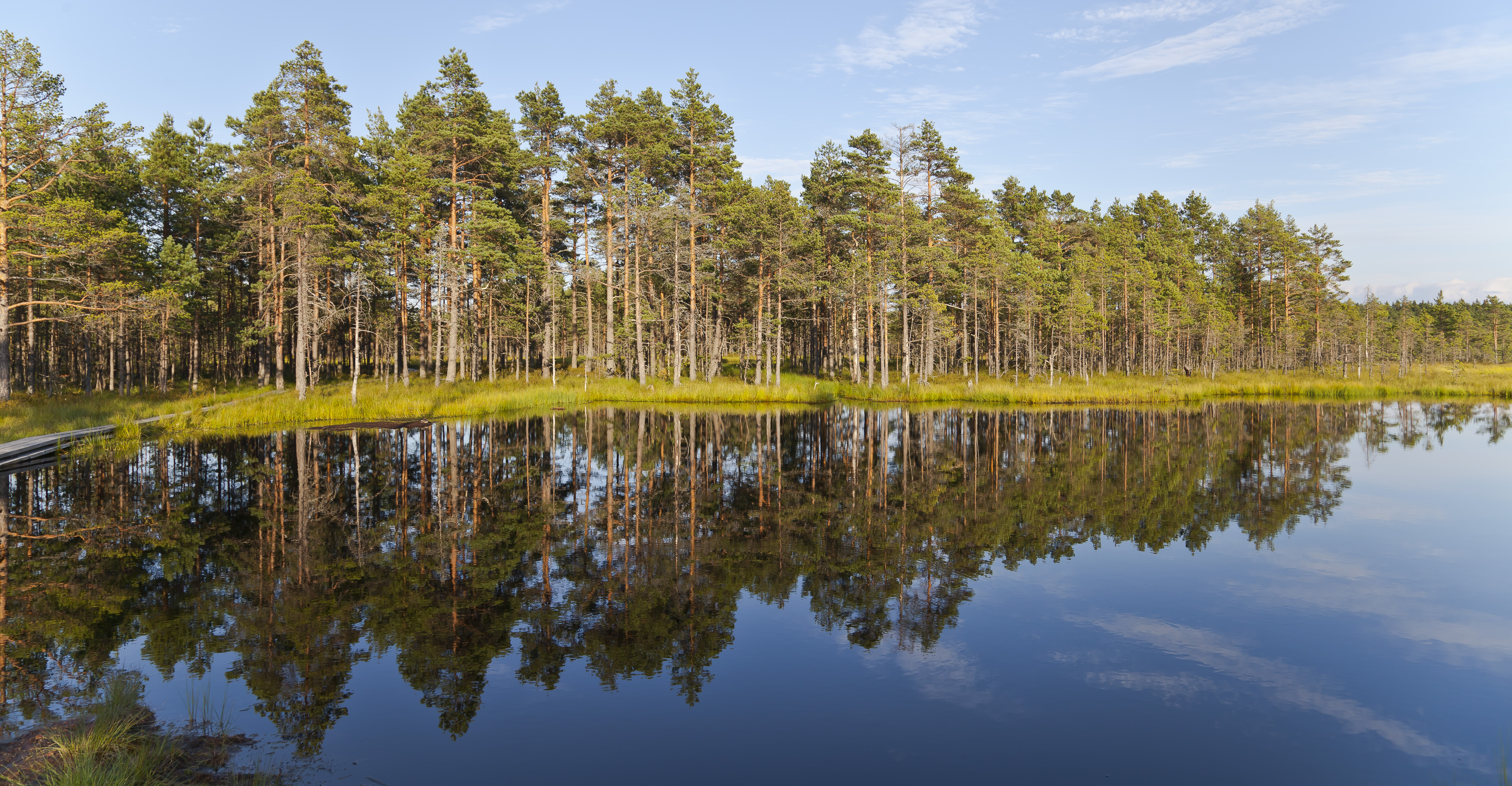
Tourbière de Viru.
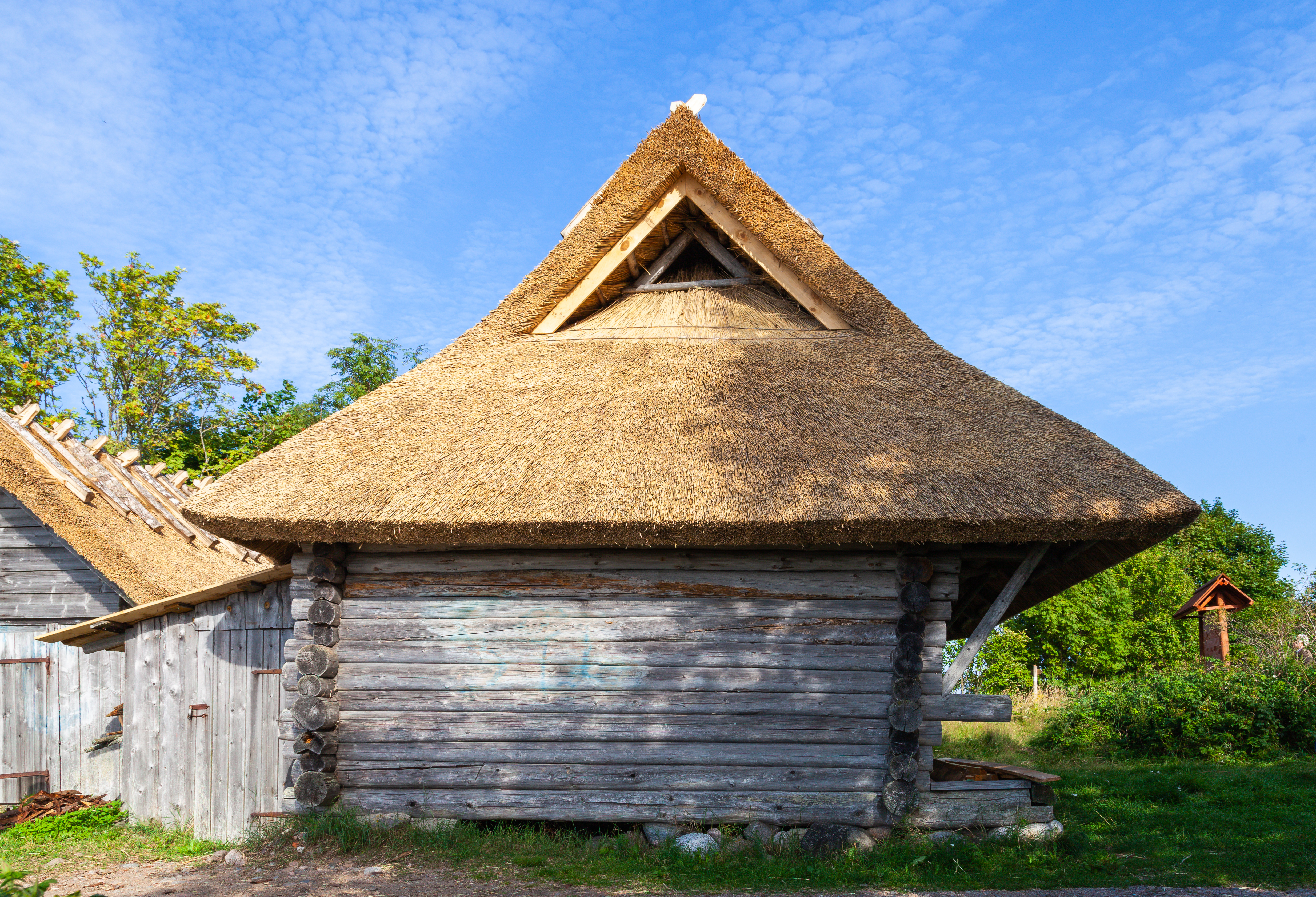
Habitation traditionnelle, en bois et chaume.
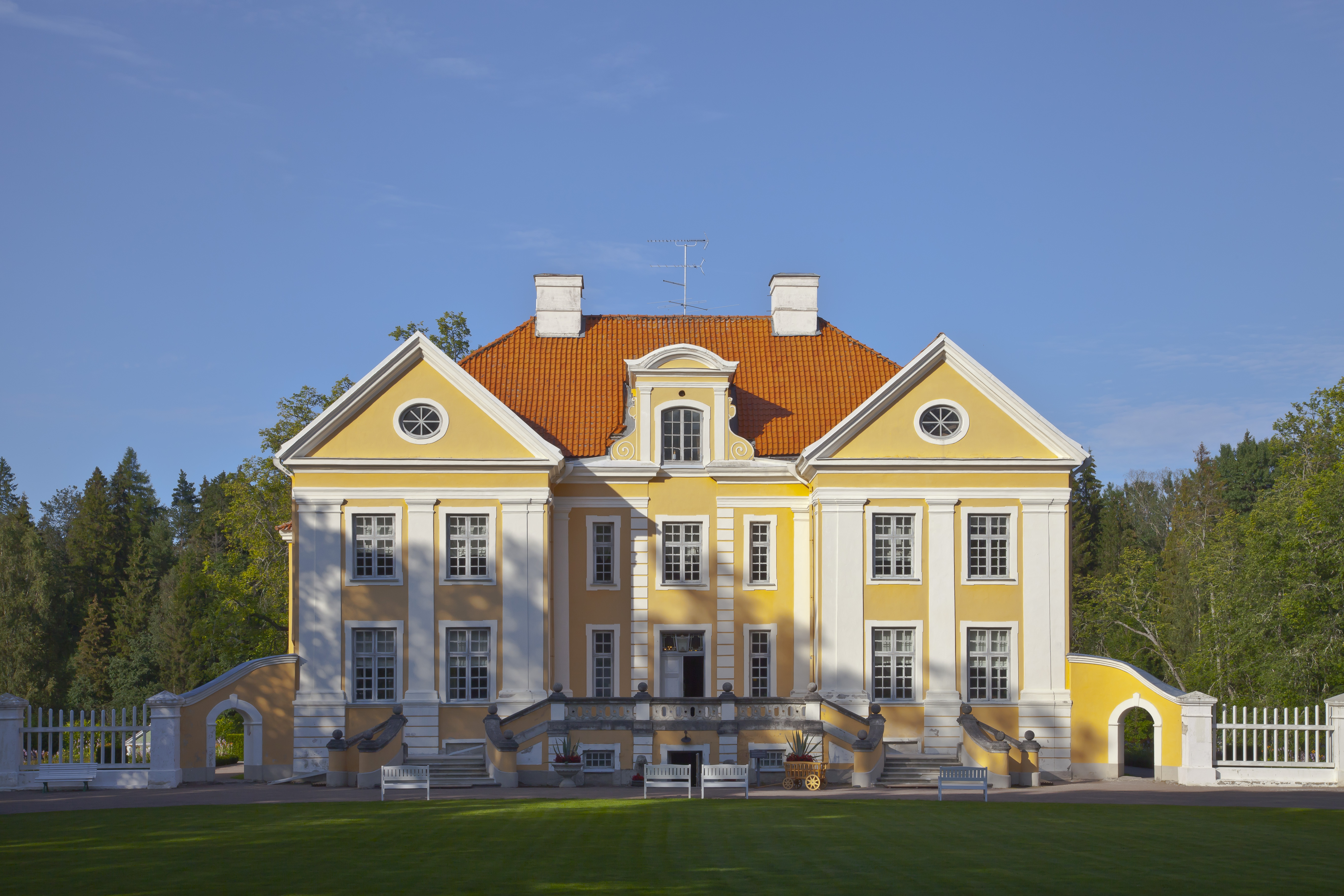
Château de Palmse.
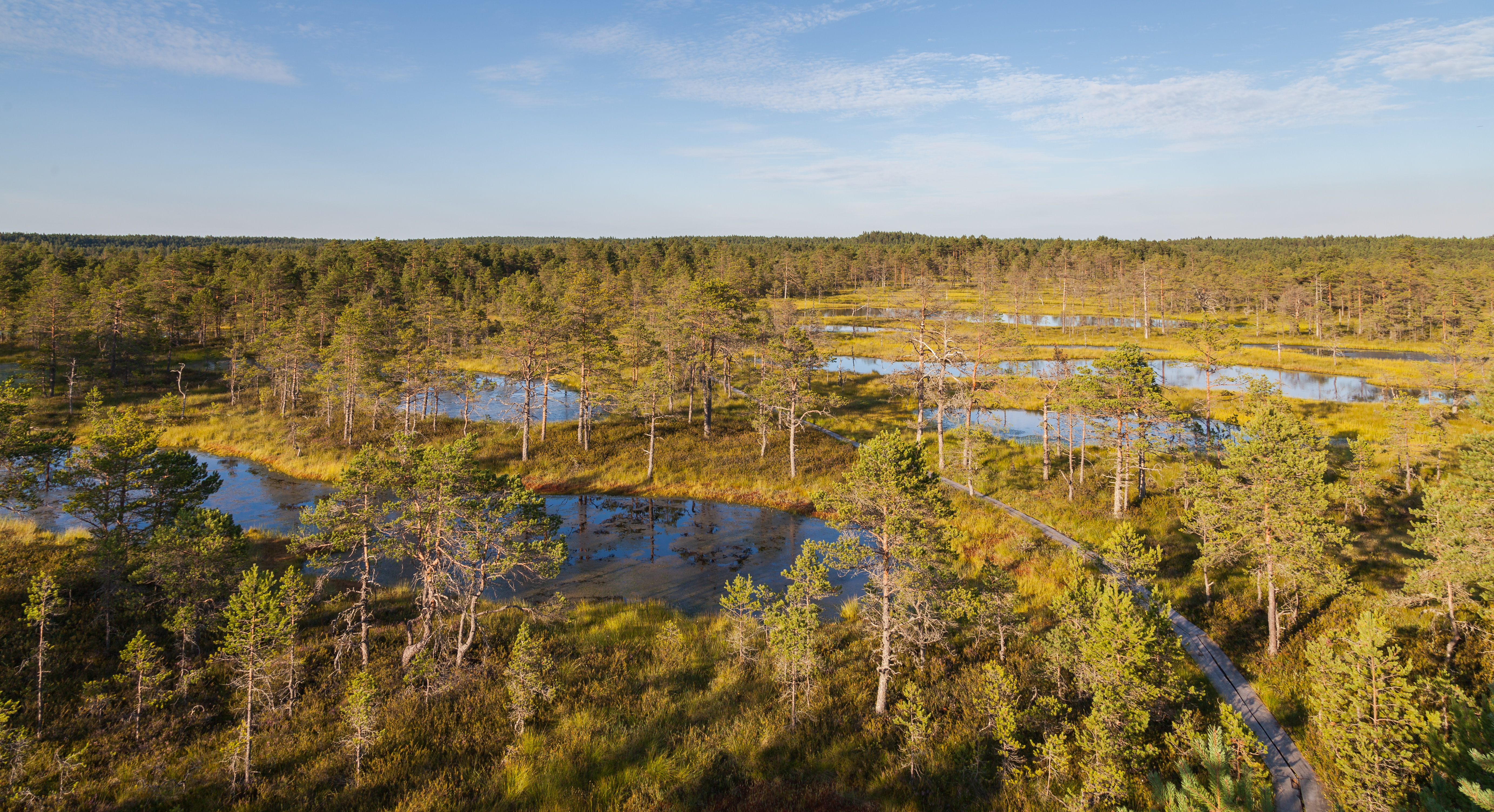
Tourbière de Viru.
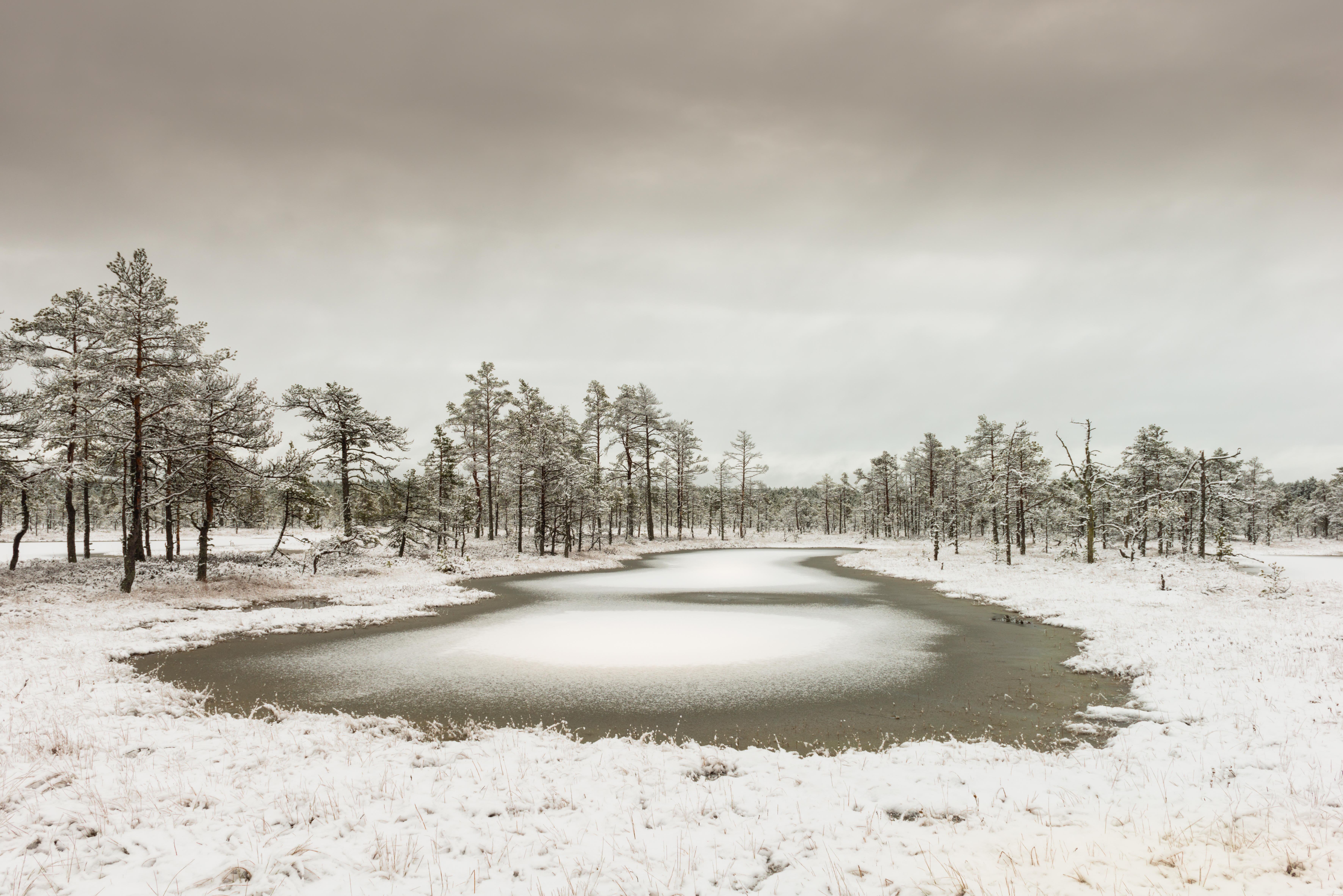
Tourbière de Viru en hiver.
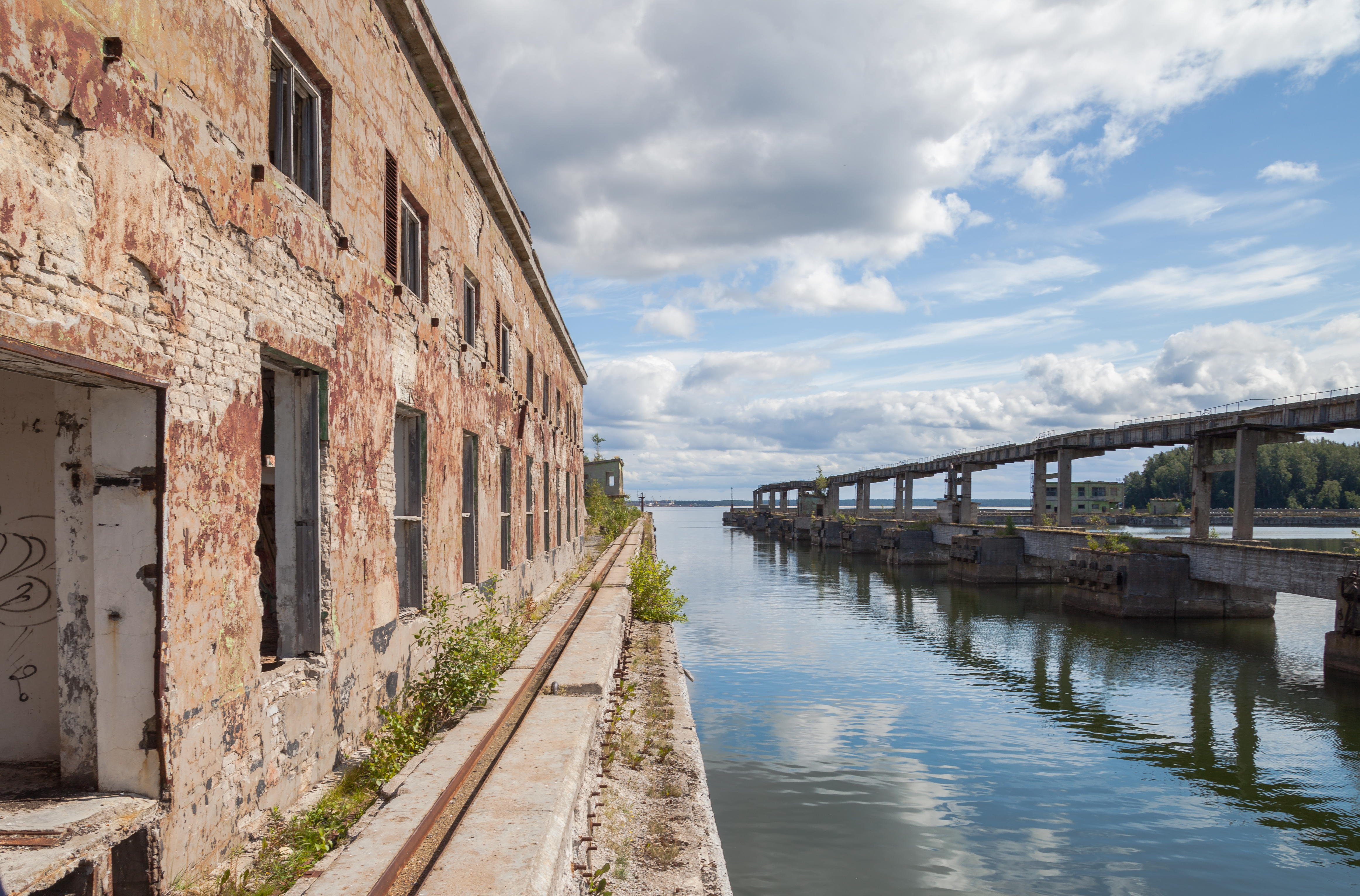
Ancienne base sous-marine soviétique.
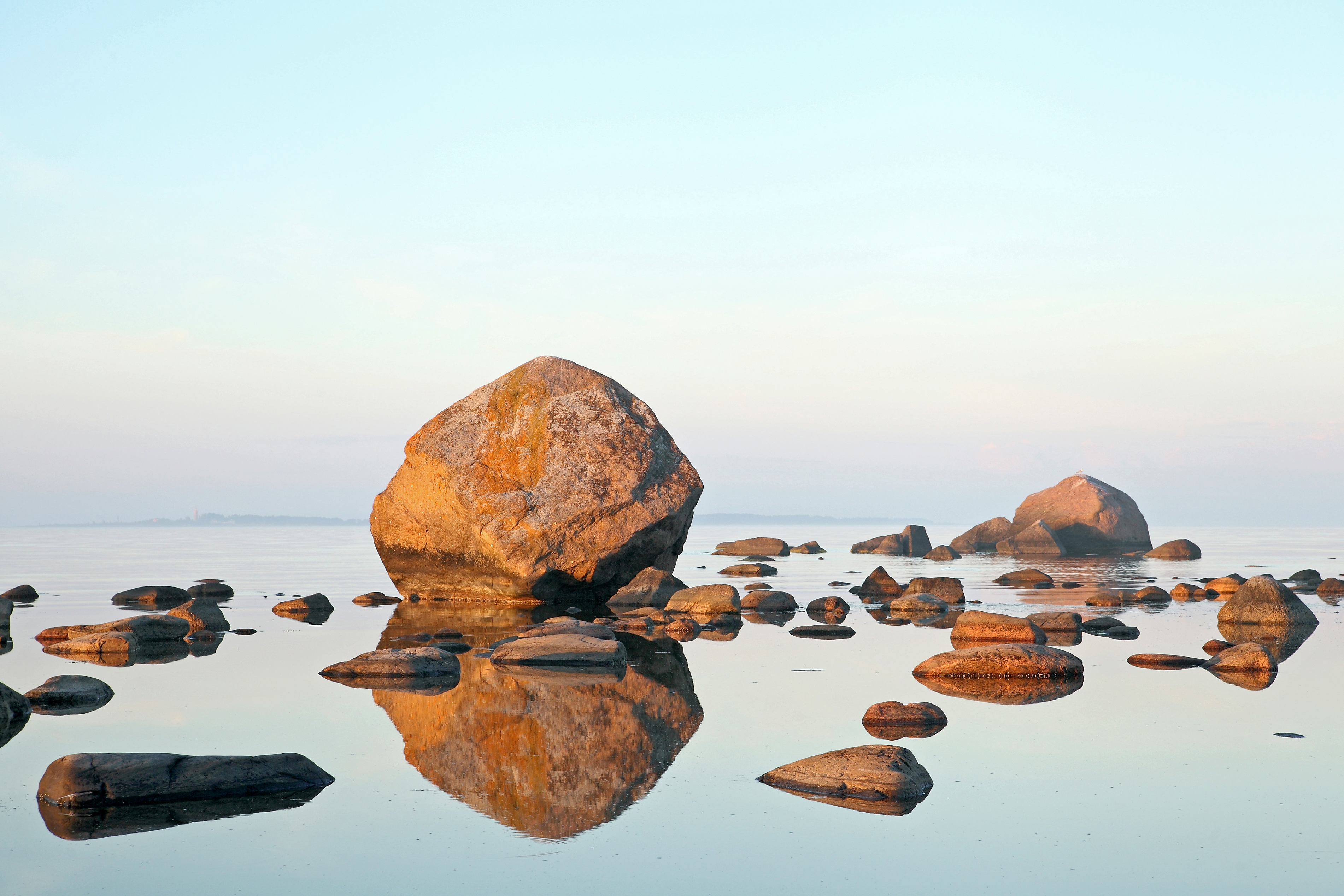
Blocs erratiques près du village de Pärispea